# Juan Francisco de Bette y Croix
Juan Francisco Nicolás de Bette y Croix, nom castellanitzat de Jean-François-Nicolas Bette (Castell de Lede, Països Baixos Espanyols, 1668 - Madrid, 11 de gener de 1725), també conegut com a marquès de Lede, va ser un noble, polític i militar flamenc-espanyol actiu durant els regnats de Felip V i Lluís I.
Germà de Felipe Manuel de Bette, comanador de Biedma en l'Orde de Santiago, la qual abandonà en rebre l'Orde del Toisó d'Or. Va entrar en servei militar de jove i va assolir el rang de general ràpidament, esdevenint inspector general d'infanteria. A més, esdevingué batlle senyorial de les poblacions d'Aalst i de Geraardsbergen.
Favorable a la causa de Felip de Borbó durant la Guerra de Successió, a la mort de Carles II; després de combatre a Eekeren i Ramillies, s'uní a Felip V i lluità contra els anglesos i els holandesos per defensar la causa del rei, distingint-se com un dels millors general de l'època, una reputació guanyada arran de l'expedició a Mallorca el 1715, de fet, després de ser tinent general i primer governador militar borbònic de Barcelona, després de la capitulació de la ciutat el 1714, amb la capitulació de Mallorca n'esdevingué el primer Capità General el 1715. Però sobretot destacà per la conquesta de Sardenya i Sicília, on va ser efímerament virrei el 1717 i el 1718, respectivament.; va comandar l'expedició militar a aquestes illes, al capdavant de 30.000 homes, que si bé va acabar en una massacre, perquè la campanya durà dos anys, enfrontant els exèrcits no sols espanyols i austríacs, sinó també els savoià, el marquès de Lede va sobresortir sobre els altres i finalment es signà un tractat el 1720, pel qual Sicília seria propietat de l'emperador Carles VI fins a la seva mort, després tornaria en mans de Felip V. Després de tornar a Espanya, Bette encara participaria en les campanyes sobre la costa africana per expulsar els marroquins de les places espanyoles, en va destacar la seva actuació a Ceuta.
En tornar a Madrid, el 1724 va ser honorat amb el càrrec de president del Consell de Guerra, que ocupà fins a la seva mort. El 12 de setembre de 1720 també havia obtingut la Grandesa d'Espanya. També va formar part del Gabinet de Govern assessor de Lluís I, després de l'abdicació de Felip V.